# Marcus Calpurnius Bibulus
Marcus Calpurnius Bibulus, född omkring 102 f.Kr., död 48 f.Kr., var en romersk politiker.
Calpurnius Bibulus var konsul 59 f.Kr., samtidigt som Cæsar. Han försökte som ivrig optimat bilda en motvikt mot denne, men utan framgång. I striden mellan Pompejus och Cæsar var han befälhavare för den förres flotta. Han avled strax före slaget vid Dyrrhachium.